# Florin arubański
Florin arubański (kod ISO 4217: AWG) – oficjalna waluta Aruby wprowadzona w 1986 roku w miejsce guldena antylskiego. 1 florin dzieli się na 100 centów.
W obiegu znajdują się:
- monety o nominałach 5, 10, 25 i 50 centów oraz 1, 2½ i 5 florinów.
- banknoty o nominałach 10, 25, 50, 100 i 500 florinów.

## Historia
Florin arubański został wprowadzony w roku 1986 w miejsce guldena antylskiego. Kurs wymiany wyniósł 1:1. Kurs wymiany florina wobec dolara amerykańskiego jest taki sam jak kurs guldena antylskiego i wynosi 1,7900 AWG za 1 USD.

## Banknoty i monety
W roku 1986 wprowadzono do obiegu monety o wartości 5, 10, 25 i 50 centów, 1 i 2½ florinów oraz banknoty o wartości 5, 10, 25, 50 i 100 florinów. W roku 2005 banknot o wartości 5 florinów został zastąpiony monetą, wprowadzono banknot o wartości 500 florinów oraz zakończono emisję monet o wartości 2½ florinów. Wszystkie monety są tłoczone ze stali niklowanej, oprócz 5 florinów, które są tłoczone ze stopu miedzi z innymi metalami oraz 50 centów – jedynej kwadratowej monety.